# Galdesten
 Der er for få eller ingen kildehenvisninger i denne artikel, hvilket er et problem. Du kan hjælpe ved at angive troværdige kilder til de påstande, som fremføres i artiklen.

Galdesten er en sygdomstilstand pga. stenlignende dannelser i galdeblæren og galdevejen. Den forekommer hos 5-15 % af alle mennesker; oftest hos kvinder, der har født. Stenen består typisk af kolesterol, kalk og galdefarvestof.
Årsagen er uklar, men forstyrrelse i leverens stofskifte antages at spille en rolle, og kosten har formenligt en betydning. Der findes midler, som kan opløse galdesten, men deres bivirkninger er ikke klarlagt. I enkelte tilfælde kan det være nødvendigt at fjerne hele galdeblæren.
Tilstanden kan ramme alle, men optræder sjældent før 20-årsalderen og hyppigheden stiger med alderen.